# 영성군
영성군(寧城君, 1607년 1월 21일 (1606년 음력 12월 24일) ~ 1649년 10월 24일(음력 9월 19일))은 조선의 왕족이다. 선조의 14남이자 막내 아들로 온빈 한씨 소생이다.

## 생애
1606년(선조 39년) 음력 12월 24일 조선 제14대 임금인 선조와 온빈 한씨의 셋째 아들로 태어났다. 성은 이, 이름은 계(㻑), 본관은 전주이다. 흥안군, 경평군, 정화옹주의 친동생이며. 광해군, 정원군과는 이복 형제이다.
1632년(인조 10년) 음력 6월 15일 영성군의 종이 무단으로 감옥에 들어가 갇혀있던 죄수들을 시켜 관원들을 욕보이게 하여 물의를 빚었다. 당시 대간들은 영성군의 종에 대한 처벌을 주장하였으나, 인조는 별다른 처벌 없이 지나갔다. 또 이듬해 열린 인목왕후 연제에는 경평군과 함께 병을 핑계로 불참하여 또 탄핵을 받았으나, 이때에도 인조의 배려로 무사히 넘어갈 수 있었다.
이후 1649년(효종원년) 향년 44세를 일기로 사망하였으며, 묘는 경기도 고양시 덕양구 벽제동에 있다. 사후 효경(孝景)의 시호를 받았다.

## 가족 관계
영성군은 창원 황씨 황이중(黃履中)의 딸과 결혼하여 딸 2명과 적자 회원군을 낳았으며, 노비 출신 측실인 승춘에게서 서자 회천도정 이선을 낳았다. 정부인 황씨는 회산군부인(檜山郡夫人)에 봉해졌다.
회원군은 인조 때부터 영조 때까지 살며 사옹원, 종친부, 도총부 등에서 관직을 두루 지냈다. 1724년(영조 즉위년) 회원군의 나이가 90에 가까워 영조로부터 그 손자들이 가자되었고, 1731년(영조 7년) 음력 8월 6일 향년 96세로 사망하여 조정에서 관으로 쓸 재료와 3년분의 녹미를 지급하였다.
회원군은 아들 하나를 두었으나 요절하는 바람에 세종의 5남 광평대군의 7대손을 양자로 들여 함평군(咸平君)에 봉하여 후사를 이었다. 함평군은 아들을 6명이나 두었으나, 현재의 영성군파는 총 200세대 미만으로 그 수가 적은 편이라고 한다. 청와대 비서실장을 지낸 이재항 등이 영성군의 후손이다.
- 부왕 : 제14대 선조(宣祖, 1552 ~ 1608, 재위 : 1567 ~ 1608)
- 생모 : 온빈 한씨(溫嬪 韓氏, 1581 ~ 1664)
  - 형 : 흥안군 이제(興安君) 이제(李瑅, 1598 ~ 1624)
  - 형 : 경평군(慶平君) 이륵(李玏, 1600 ~ 1673)
  - 누나 : 정화옹주(貞和翁主, 1604 ~ 1667)
  - 정부인 : 회산군부인 창원 황씨(檜山郡夫人 昌原 黃氏) - 황이중(黃履中)의 딸
    - 적장녀 : 이덕이(李德伊, 1629 ~ ?)
    - 사위 : 전의 이씨 이양원(李養源)
      - 양외손자 : 이만익(李萬榏)

    - 적차녀 : 전주 이씨(1633 ~ ?)
    - 사위 : 남양 홍씨 홍수범(洪受範)
      - 외손자 : 홍우협(洪禹協, 1655 ~ ?)
      - 외손자 : 홍우채(洪禹采, 1658 ~ ?)
      - 외손녀 : 여흥 민씨 민사성(閔思誠)의 처(1663 ~ ?)

    - 적장남 : 회원군(檜原君) 이윤(李倫, 1636 ~ 1731)
    - 며느리 : 이초로(李楚老)의 딸 함풍군부인(咸豊郡夫人) 함평 이씨
      - 손자 : 이규령(李奎齡, 1654 ~ 1664)
      - 양손자 : 함평군(咸平君) 이홍(李泓, 1675 ~ 1738)[8]

  - 측실(노비) : 승춘(承春)
    - 서장남 : 회천도정(檜川都正) 이선(李僎, 1645 ~ ?)
    - 며느리 : 함릉부원군(咸陵府院君) 이해(李澥)의 서녀 함평 이씨
      - 손녀 : 이영애(李穎愛, 1665 ~ ?)
      - 손녀 : 이우애(李又愛, 1667 ~ ?)
      - 손녀 : 이남징(李男徵, 1669 ~ ?)
      - 손녀 : 이우징(李又徵, 1674 ~ ?)